# E-Prix de Nueva York de 2018
El Nueva York ePrix de 2018, oficialmente 2017-18 FIA Fórmula E Qatar Airways New York City E-Prix, fue una carrera de monoplazas eléctricos del campeonato de la FIA de Fórmula E que tuvo lugar el 14 y 15 de julio de 2018 en el Circuito callejero de Brooklyn de Nueva York (Estados Unidos).

## Carrera 1(14 de julio)

### Entrenamientos libres

#### Primeros libres
| Pos.                   | Nº | Piloto           | Equipo                    | Tiempo   | Diferencia | Vueltas |
| ---------------------- | -- | ---------------- | ------------------------- | -------- | ---------- | ------- |
| 1                      | 1  | Lucas Di Grassi  | Audi Sport ABT Schaeffler | 1:13.566 | —          | 20      |
| 2                      | 9  | Sébastien Buemi  | Renault e.dams            | 1:13.916 | +0.350     | 18      |
| 3                      | 20 | Mitch Evans      | Panasonic Jaguar Racing   | 1:14.027 | +0.461     | 23      |
| 4                      | 25 | Jean-Éric Vergne | Techeetah                 | 1:14.288 | +0.722     | 18      |
| 5                      | 66 | Daniel Abt       | Audi Sport ABT Schaeffler | 1:14.310 | +0.744     | 17      |
| Fuente:fiaformulae.com |    |                  |                           |          |            |         |

#### Segundos libres
| Pos.                   | Nº | Piloto            | Equipo                  | Tiempo   | Diferencia | Vueltas |
| ---------------------- | -- | ----------------- | ----------------------- | -------- | ---------- | ------- |
| 1                      | 20 | Mitch Evans       | Panasonic Jaguar Racing | 1:13.207 | —          | 14      |
| 2                      | 7  | Jérôme d'Ambrosio | Dragon Racing           | 1:13.594 | +0.387     | 7       |
| 3                      | 2  | Sam Bird          | DS Virgin Racing        | 1:13.627 | +0.420     | 12      |
| 4                      | 6  | José María López  | Dragon Racing           | 1:13.673 | +0.466     | 14      |
| 5                      | 9  | Sébastien Buemi   | Renault e.dams          | 1:13.712 | +0.505     | 13      |
| Fuente:fiaformulae.com |    |                   |                         |          |            |         |

### Clasificación

#### Resultados
| Pos.    | Nº | Piloto                 | Equipo            | Fase de grupos | Super pole | Parrilla |
| ------- | -- | ---------------------- | ----------------- | -------------- | ---------- | -------- |
| 1       | 9  | Sébastien Buemi        | e.Dams-Renault    | 1:14.178       | 1:13.911   | 1        |
| 2       | 20 | Mitch Evans            | Jaguar            | 1:14.050       | 1:14.465   | 2        |
| 3       | 8  | Nico Prost             | e.Dams-Renault    | 1:14.198       | 1:14.921   | 3        |
| 4       | 7  | Jérôme d'Ambrosio      | Dragon-Penske     | 1:14.121       | 1:15.391   | 4        |
| 5       | 66 | Daniel Abt             | Audi              | 1:13.981       | 1:16.579   | 5        |
| 6       | 3  | Nelson Piquet Jr.      | Jaguar            | 1:14.203       |            | 6        |
| 7       | 6  | José María López       | Dragon-Penske     | 1:14.244       |            | 7        |
| 8       | 5  | Maro Engel             | Venturi           | 1:14.292       |            | 8        |
| 9       | 4  | Tom Dillmann           | Venturi           | 1:14.304       |            | 9        |
| 10      | 23 | Nick Heidfeld          | Mahindra          | 1:14.322       |            | 10       |
| 11      | 1  | Lucas di Grassi        | Audi              | 1:14.325       |            | 11       |
| 12      | 28 | António Félix da Costa | Andretti-BMW      | 1:14.382       |            | 12       |
| 13      | 36 | Alex Lynn              | Virgin-Citroën    | 1:14.473       |            | 13       |
| 14      | 2  | Sam Bird               | Virgin-Citroën    | 1:14.484       |            | 14       |
| 15      | 68 | Luca Filippi           | NIO               | 1:14.523       |            | 15       |
| 16      | 19 | Felix Rosenqvist       | Mahindra          | 1:14.825       |            | 16       |
| 17      | 27 | Stéphane Sarrazin      | Andretti-BMW      | 1:26.036       |            | 17       |
| 18      | 25 | Jean-Éric Vergne       | Techeetah-Renault | Sin tiempo     |            | 18       |
| 19      | 18 | André Lotterer         | Techeetah-Renault | Sin tiempo     |            | 19       |
| WD      | 16 | Oliver Turvey          | NIO               | Sin tiempo     |            | —        |
| Fuente: |    |                        |                   |                |            |          |

### Carrera

#### Resultados
| Pos.    | N.º | Piloto                 | Equipo            | Vueltas | Tiempo/Retiro      | Parrilla | Puntos |
| ------- | --- | ---------------------- | ----------------- | ------- | ------------------ | -------- | ------ |
| 1       | 1   | Lucas di Grassi        | Audi              | 43      | 1:02:30.054        | 11       | 25     |
| 2       | 66  | Daniel Abt             | Audi              | 43      | +0.965             | 5        | 18+1   |
| 3       | 9   | Sébastien Buemi        | e.Dams-Renault    | 43      | +2.583             | 1        | 15+3   |
| 4       | 4   | Tom Dillmann           | Venturi           | 43      | +4.090             | 9        | 12     |
| 5       | 25  | Jean-Éric Vergne       | Techeetah-Renault | 43      | +4.679             | 18       | 10     |
| 6       | 23  | Nick Heidfeld          | Mahindra          | 43      | +5.142             | 10       | 8      |
| 7       | 18  | André Lotterer         | Techeetah-Renault | 43      | +5.810             | 19       | 6      |
| 8       | 5   | Maro Engel             | Venturi           | 43      | +6.312             | 8        | 4      |
| 9       | 2   | Sam Bird               | Virgin-Citroën    | 43      | +6.833             | 14       | 2      |
| 10      | 8   | Nico Prost             | e.Dams-Renault    | 43      | +8.389             | 3        | 1      |
| 11      | 28  | António Félix da Costa | Andretti-BMW      | 43      | +9.114             | 12       |        |
| 12      | 27  | Stéphane Sarrazin      | Andretti-BMW      | 43      | +13.242            | 17       |        |
| 13      | 7   | Jérôme d'Ambrosio      | Dragon-Penske     | 43      | +13.805            | 4        |        |
| 14      | 19  | Felix Rosenqvist       | Mahindra          | 43      | +35.452            | 16       |        |
| 15      | 68  | Luca Filippi           | NIO               | 42      | +1 vuelta          | 15       |        |
| Ret     | 36  | Alex Lynn              | Virgin-Citroën    | 33      | Accidente          | 13       |        |
| Ret     | 6   | José María López       | Dragon-Penske     | 30      | Suspensión         | 7        |        |
| Ret     | 3   | Nelson Piquet Jr.      | Jaguar            | 30      | Batería            | 6        |        |
| Ret     | 20  | Mitch Evans            | Jaguar            | 0       | Eje de transmisión | 2        |        |
| WD      | 16  | Oliver Turvey          | NIO               |         |                    |          |        |
| Fuente: |     |                        |                   |         |                    |          |        |

## Carrera 2(15 de julio)

### Entrenamientos libres

#### Primeros libres
| Pos.                   | Nº | Piloto                 | Equipo                    | Tiempo   | Diferencia | Vueltas |
| ---------------------- | -- | ---------------------- | ------------------------- | -------- | ---------- | ------- |
| 1                      | 66 | Daniel Abt             | Audi Sport ABT Schaeffler | 1:18.699 | —          | 16      |
| 2                      | 20 | Mitch Evans            | Panasonic Jaguar Racing   | 1:18.796 | +0.097     | 19      |
| 3                      | 28 | António Félix da Costa | MS&AD Andretti Formula E  | 1:18.970 | +0.271     | 14      |
| 4                      | 9  | Sébastien Buemi        | Renault e.dams            | 1:19.052 | +0.353     | 14      |
| 5                      | 1  | Lucas Di Grassi        | Audi Sport ABT Schaeffler | 1:19.053 | +0.354     | 15      |
| Fuente:fiaformulae.com |    |                        |                           |          |            |         |

### Clasificación

#### Resultados
| Pos.                   | Nº | Piloto                 | Equipo                    | Tiempo      | Diferencia  | P. |
| ---------------------- | -- | ---------------------- | ------------------------- | ----------- | ----------- | -- |
| 1                      | 1  | Lucas Di Grassi        | Audi Sport ABT Schaeffler | 1:17.867    | —           | SP |
| 2                      | 9  | Sébastien Buemi        | Renault e.dams            | 1:18.139    | +0.272      | SP |
| 3                      | 18 | André Lotterer         | Techeetah                 | 1:18.315    | +0.448      | SP |
| 4                      | 66 | Daniel Abt             | Audi Sport ABT Schaeffler | 1:18.432    | +0.565      | SP |
| 5                      | 25 | Jean-Éric Vergne       | Techeetah                 | 1:18.571    | +0.704      | SP |
| 6                      | 20 | Mitch Evans            | Panasonic Jaguar Racing   | 1:18.580    | +0.713      | 6  |
| 7                      | 3  | Nelson Piquet Jr.      | Panasonic Jaguar Racing   | 1:18.704    | +0.837      | 7  |
| 8                      | 2  | Sam Bird               | DS Virgin Racing          | 1:18.794    | +0.927      | 8  |
| 9                      | 19 | Felix Rosenqvist       | Mahindra Racing           | 1:18.828    | +0.961      | 9  |
| 10                     | 27 | Stéphane Sarrazin      | MS&AD Andretti Formula E  | 1:19.017    | +1.150      | 10 |
| 11                     | 6  | José María López       | Dragon Racing             | 1:19.114    | +1.247      | 11 |
| 12                     | 7  | Jérôme d'Ambrosio      | Dragon Racing             | 1:19.124    | +1.257      | 12 |
| 13                     | 23 | Nick Heidfeld          | Mahindra Racing           | 1:19.168    | +1.301      | 13 |
| 14                     | 4  | Tom Dillmann           | Venturi Formula E Team    | 1:19.365    | +1.498      | 14 |
| 15                     | 68 | Luca Filippi           | NIO Formula E Team        | 1:19.454    | +1.587      | 15 |
| 16                     | 8  | Nicolas Prost          | Renault e.dams            | 1:19.529    | +1.662      | 16 |
| 17                     | 5  | Maro Engel             | Venturi Formula E Team    | 1:19.540    | +1.673      | 17 |
| 18                     | 36 | Alex Lynn              | DS Virgin Racing          | 1:19.658    | +1.791      | 19 |
| 19                     | 16 | Ma Qing Hua            | NIO Formula E Team        | 1:26.086    | +8.219      | 18 |
| 20                     | 28 | António Félix da Costa | MS&AD Andretti Formula E  | Sin tiempos | Sin tiempos | 20 |
| Fuente:fiaformulae.com |    |                        |                           |             |             |    |

#### Super Pole
| Pos.                   | Nº | Piloto           | Equipo                    | Tiempo      | Diferencia  | P. |
| ---------------------- | -- | ---------------- | ------------------------- | ----------- | ----------- | -- |
| 1                      | 9  | Sébastien Buemi  | Renault e.dams            | 1:17.973    | —           | 1  |
| 2                      | 18 | André Lotterer   | Techeetah                 | 1:18.013    | +0.040      | 2  |
| 3                      | 25 | Jean-Éric Vergne | Techeetah                 | 1:18.031    | +0.058      | 3  |
| 4                      | 66 | Daniel Abt       | Audi Sport ABT Schaeffler | 1:18.145    | +0.172      | 4  |
| 5                      | 1  | Lucas Di Grassi  | Audi Sport ABT Schaeffler | Sin tiempos | Sin tiempos | 5  |
| Fuente:fiaformulae.com |    |                  |                           |             |             |    |

### Carrera

#### Resultados
| Pos.    | N.º | Piloto                 | Equipo            | Vueltas | Tiempo/Retiro | Parrilla | Puntos |
| ------- | --- | ---------------------- | ----------------- | ------- | ------------- | -------- | ------ |
| 1       | 25  | Jean-Éric Vergne       | Techeetah-Renault | 43      | 1:01:38.089   | 2        | 25     |
| 2       | 1   | Lucas di Grassi        | Audi              | 43      | +0.508        | 5        | 18     |
| 3       | 66  | Daniel Abt             | Audi              | 43      | +1.287        | 4        | 15+1   |
| 4       | 9   | Sébastien Buemi        | e.Dams-Renault    | 43      | +1.780        | 1        | 12+3   |
| 5       | 19  | Felix Rosenqvist       | Mahindra          | 43      | +12.146       | 9        | 10     |
| 6       | 20  | Mitch Evans            | Jaguar            | 43      | +20.050       | 6        | 8      |
| 7       | 3   | Nelson Piquet Jr.      | Jaguar            | 43      | +20.592       | 7        | 6      |
| 8       | 23  | Nick Heidfeld          | Mahindra          | 43      | +24.275       | 13       | 4      |
| 9       | 18  | André Lotterer         | Techeetah-Renault | 43      | +28.821       | 2        | 2      |
| 10      | 2   | Sam Bird               | Virgin-Citroën    | 43      | +32.810       | 8        | 1      |
| 11      | 8   | Nico Prost             | e.Dams-Renault    | 43      | +34.100       | 16       |        |
| 12      | 27  | Stéphane Sarrazin      | Andretti-BMW      | 43      | +34.594       | 10       |        |
| 13      | 16  | Ma Qinghua             | NIO               | 42      | +1 vuelta     | 18       |        |
| 14      | 36  | Alex Lynn              | Virgin-Citroën    | 42      | +1 vuelta     | 19       |        |
| 15      | 28  | António Félix da Costa | Andretti-BMW      | 40      | +3 vueltas    | 20       |        |
| Ret     | 5   | Maro Engel             | Venturi           | 15      | Potencia      | 17       |        |
| Ret     | 68  | Luca Filippi           | NIO               | 7       | Accidente     | 15       |        |
| Ret     | 7   | Jérôme d'Ambrosio      | Dragon-Penske     | 6       | Accidente     | 12       |        |
| Ret     | 6   | José María López       | Dragon-Penske     | 5       | Suspensión    | 11       |        |
| Ret     | 4   | Tom Dillmann           | Venturi           | 4       | Caja          | 14       |        |
| Fuente: |     |                        |                   |         |               |          |        |